# À vif (film, 2007)
Pour les articles homonymes, voir The Brave One et À vif.
Pour plus de détails, voir Fiche technique et Distribution.
À vif ou L'Épreuve du courage au Québec (The Brave One) est un film américano-australien réalisé par Neil Jordan et sorti en 2007.

## Synopsis
Erica Bain est animatrice de radio à New York. Elle est fiancée à David. Un soir, alors qu'ils effectuent une promenade en amoureux dans Central Park, ils sont violemment agressés. David meurt de ses blessures. Après sa longue convalescence, Erica développe une psychose de l'agression et se procure illicitement une arme. Témoin d'un féminicide sanglant dans une supérette, et submergée par la terreur, elle réagit viscéralement en abattant le meurtrier. Peu après, lorsque deux voyous font irruption dans une rame de métro où ils s'amusent à terroriser les passagers avant de s'en prendre à elle, elle les tue et s'enfuit. L'inspecteur Mercer, chargé d'enquêter sur cette série d'assassinats, est par ailleurs l'un des fidèles auditeurs des chroniques urbaines d'Erica. Il la consulte, car il pense que les investigations qu'elle mène dans la cité peuvent le mettre sur la piste du justicier new-yorkais. Parallèlement, happée dans une spirale offensive, Erica se lance à la recherche des assassins de David.

## Fiche technique
- Titre original : The Brave One
- Titre français : À vif
- Titre québécois : L'Épreuve du courage
- Réalisation : Neil Jordan
- Scénario : Cynthia Mort
- Musique : Dario Marianelli
- Décors : Kristi Zea
- Costumes : Catherine Marie Thomas
- Photographie : Philippe Rousselot
- Son : Philip Stockton
- Montage : Tony Lawson
- Production : Joel Silver, Susan Downey, Bruce Berman (en), Jodie Foster, Herb Gains et Dana Goldberg
- Sociétés de production : Warner Bros. (États-Unis), Silver Pictures (États-Unis), Village Roadshow Pictures (Australie)
- Sociétés de distribution : Warner Bros., Warner Bros. Transatlantic (France)
- Budget : 70 millions de dollars (estimation)[réf. nécessaire]
- Pays de production :  États-Unis,  Australie
- Langue originale : anglais
- Format : 35 mm — couleur par Technicolor — 2.35:1 Panavision — son Dolby Digital SR-D SDDS DTS
- Durée : 122 minutes
- Genre : thriller
- Dates de sortie :
  - États-Unis : 10 septembre 2007
  - France : 26 septembre 2007
- Classification et visa CNC : mention « interdit aux –12 ans » avec l'avertissement : « Le thème de ce film (la vengeance personnelle d'une victime aidée par la police chargée de l'enquête sur ses crimes) et certaines scènes violentes justifient une interdiction aux mineurs de moins de douze ans. », visa d'exploitation no 118853 délivré le 21 septembre 2007

## Distribution
- Jodie Foster (VF et VQ : elle-même) : Erica Bain
- Terrence Howard (VF : Daniel Lobé ; VQ : François L'Écuyer) : l'inspecteur Mercer
- Zoë Kravitz (VF : Caroline Pascal) : Chloe
- Mary Steenburgen (VF : Ivana Coppola ; VQ : Nathalie Coupal) : Carol
- Naveen Andrews (VF : Marc Saez ; VQ : Frédéric Paquet) : David Kirmani
- Nicky Katt (VF : Laurent Lederer ; VQ : Gilbert Lachance) : l'inspecteur Vitale
- Ene Oloja : Josai
- Luis Da Silva Jr. : Lee
- Blaze Foster (VF : Tristan Petitgirard) : Cash
- Rafael Sardina (VF : Nessym Guetat) : Reed
- Jane Adams (VF : Christine Bellier ; VQ : Marika Lhoumeau) : Nicole
- Gordon MacDonald : Murrow
- John Magaro (VF : Alexis Tomassian ; VQ : Éric Paulhus) : Ethan
- Victor Colicchio : Cutler
- Carmen Ejogo (VQ : Valérie Gagné) : Jackie
- Julia Garro (VQ : Claudia-Laurie Corbeil) : Shauna Nelson
- Lenny Venito (VF : Bruno Carna) : Mortell

Source et légende : Version française (VF) sur RS Doublage et Voxofilm

## Production
Le tournage a lieu à New York, en 12 juin 2006[réf. nécessaire].

## Musique
- Answer, interprétée par Sarah McLachlan
- Black Betty, interprétée par Ram Jam
- Burning On Both Ends, interprétée par Willie Singleton
- Everybody Can You Feel The Vibe, interprétée par Blade and Brezza
- Gris-Gris Gumbo Ya Ya, interprétée par Dr. John
- Hits From The Bong, interprétée par Cypress Hill
- I Can't Get Next To You, interprétée par Al Green
- The Illest, interprétée par Immortal technique
- Ven Aqui Mama, interprétée par Sergio Veneno
- We Get Money Around Here, interprétée par B. Smoove
- You Don'T Know Me, interprétée par Elvis Presley

## Accueil

### Critique
AllMovie , : « Un film de justiciers astucieusement conçu qui bénéficie sans cesse de la toute frémissante Jodie Foster et de l'interprétation remarquable de Terrence Howard ainsi que de la réalisation excitante du cinéaste vétéran Neil Jordan. À vif propose une méditation assez prévisible, mais stimulant la réflexion. La vengeance qui s'exerce soudainement montre que même les plus vertueux peuvent succomber à leur soif de justice dans de terribles circonstances. […] La technique utilisée par Jordan pour exprimer le malaise de son héroïne au début de son rétablissement est indéniablement efficace. Foster offre un portrait fascinant d'une femme qui méconnaît sa profonde nature avant de la découvrir face à la peur. […] Howard, qui a été remarqué pour sa mémorable prestation dans The Hunting Party de Richard Shepard, prouve une fois de plus qu'il est l'un des acteurs les plus talentueux du cinéma américain dans son rôle de policier frustré cherchant à obtenir justice contre un puissant homme d’affaires. Les rapports entre Foster et Howard sont vraiment au cœur du film, et ils sont parfaits dans les nombreuses scènes qu'ils ont ensemble. […] Ce qui distingue finalement À vif de la grande majorité des films d'autodéfense, c'est que même s'il ne refuse jamais au spectateur l'exultation catharsique de Foster dans le rôle de « Madame 9 mm » sur le pire événement auquel on peut être confronté en milieu urbain, c'est l'impérieuse quête de son héroïne qui fera vraiment réfléchir les spectateurs à leurs propres positions sur la peine capitale et sur le devoir de faire respecter la loi. »

### Box-office
Le film rencontre un échec commercial, rapportant que 69 787 394 $ de recettes mondiales, dont 36 793 804 $ aux États-Unis et au Canada. Pour son premier week-end d'exploitation sur le territoire américain, le long-métrage prend la première place du box-office avec 13 471 488 $ de recettes engrangées sur les 2 755 salles le diffusant. Ce démarrage est considéré comme décevant en raison d'un week-end assez calme. Bien qu'étant diffusé jusqu'à 2 837 salles durant toute son exploitation américaine, le film ne parvient à faire déplacer un public et voit le distributeur, Warner Bros, obtenir un retour sur investissement inférieur aux attentes aux dépenses fait pour la promotion.
En France, il totalise que 269 874 entrées en fin d'exploitation, après un démarrage en cinquième place du box-office la semaine de sa sortie avec 148 376 entrées.

## Distinctions

### Nomination
Golden Globes 2008 : Golden Globe de la meilleure actrice dans un film dramatique pour Jodie Foster

## Analyse
(novembre 2022).
- Si vous ne connaissez pas le sujet, laissez ce bandeau (vous pouvez alors contacter les auteurs).
- Si vous supprimez le contenu mis en cause (vous pouvez préalablement contacter les auteurs),

argumentez précisément cette suppression dans la page de discussion
(un manque de référence n'est pas un argument ; une recherche réelle de référence doit avoir été effectuée, être formellement documentée).
Démarque volontaire du film de Michael Winner, Un justicier dans la ville (1974), car ici c'est la femme (Jodie Foster) qui survit à une agression particulièrement lâche et violente et entame alors sa mission d'épuration en représailles des terribles brutalités masculines dont elle a été victime comme beaucoup de femmes peuvent l'être.
Donald Trump est cité dans la scène de l’ascenseur, à mi-film environ, quand des personnes se demandent qui sera la prochaine victime et le citent.